# 恩利尔·那丁·舒米
恩利尔·那丁·舒米（约公元前1224年前后在位）（英語：Enlil-nadin-shumi）加喜特后期的国王之一。承袭被亚述人所废黜的卡什提里亚什四世之位。在位约六个月即为人所推翻，致使加喜特出现权力真空而动荡不安。死后由卡达什曼·哈尔帕二世继任君位。